# 大宰府展示館
大宰府展示館（だざいふてんじかん）は、福岡県太宰府市にある歴史資料展示館。公益財団法人古都大宰府保存協会が運営する。大宰府政庁跡の近隣にあり、1974年（昭和49年）に実施された大宰府政庁跡の発掘調査で見つかった奈良時代の石組みの溝の一部を当時の姿のまま保存公開するとともに、博多人形で再現した「梅花の宴」の立体模型などを展示している。この立体模型は、大伴旅人邸の梅林に歌人が集まり、歌を詠じる順に円座（藁座）に座す姿、冠に梅の一枝を挿して歌を詠じる人の姿を表しており、万葉研究（梅花宴の研究）の学術的成果を忠実に立体化している。作者は人形作家の山村延燁（やまむらのぶあき）。

## 利用案内
毎週月曜日と年末年始（12月28日 - 1月4日）は休館（ただし月曜日が祝日なら開館し、その翌日が休館となる）。開館時間は9:00 - 16:30。
入館料について、料金導入前までは無料だったが、令和フィーバーから入館者の増加傾向に伴い2019年（令和元年）7月1日以降、大人200円、高校生または大学生100円、小学生と中学生は無料。

## 令和のゆかりの地
730年（天平2年）正月13日、当時の大宰府長官であった大伴旅人が自身の邸宅にて梅花の宴を開く。そこで詠まれた32首の歌の「序文」が、元号「令和」の典拠となっている。2019年4月1日に太宰府ゆかりの新元号「令和」が発表されると、坂本八幡宮とともに脚光を浴び、「令和」発表前の来館者数は1日20人ほどだったが、発表後の6日間で1万人を超える来館者があった。
2019年11月4日、令和ゆかりの地を表す記念モニュメントが除幕された。

## 玉石敷きの溝
1974年（昭和49年）に実施された発掘調査において発見された。大宰府史跡における唯一の玉石敷きの溝であることから、大伴旅人の邸宅跡ではないかと言われている。

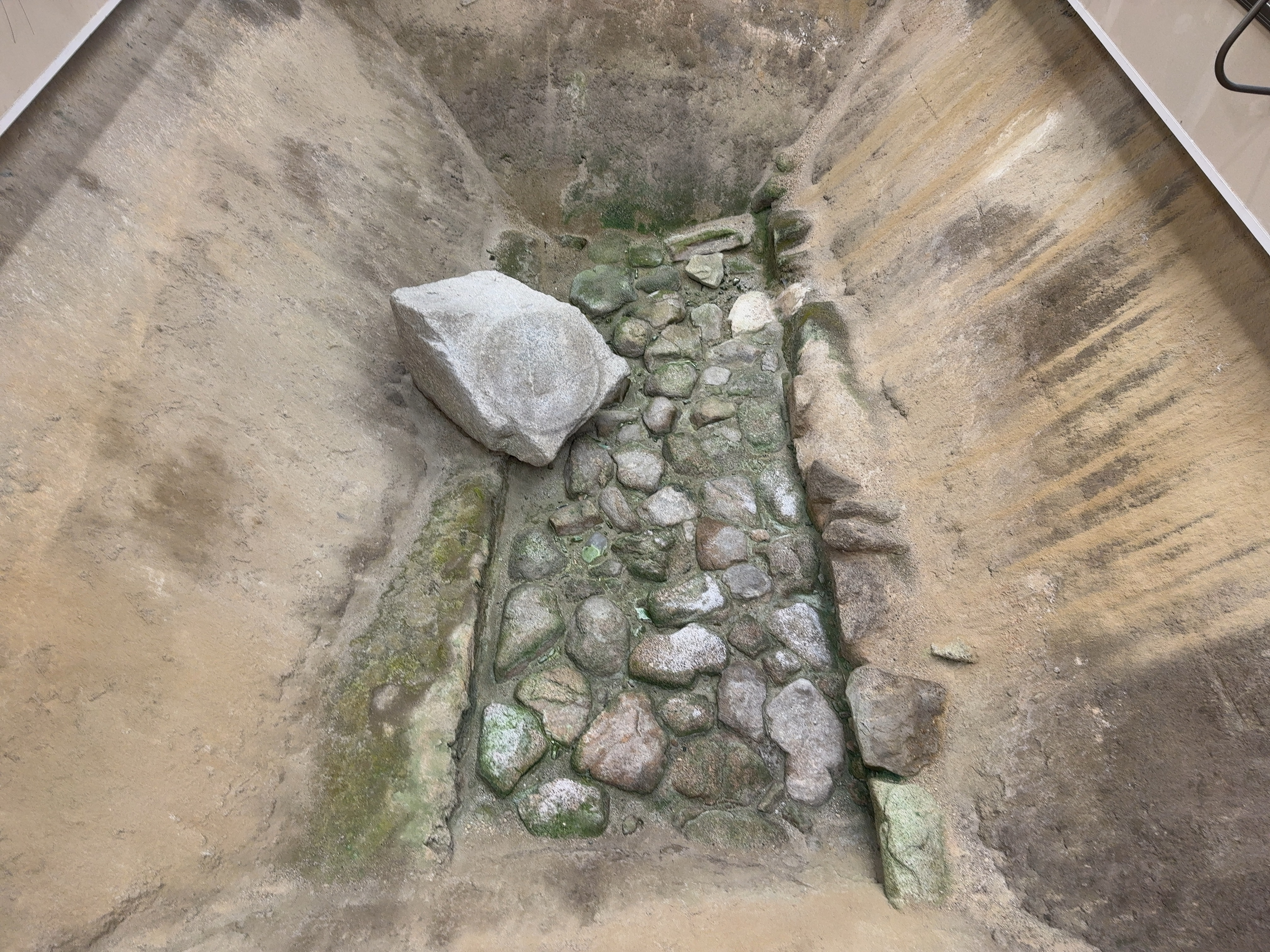
大宰府展示館 玉石敷きの溝

## 交通
鉄道
- 西日本鉄道（西鉄）天神大牟田線 都府楼前駅 （徒歩約10分）

バス
- コミュニティバスまほろば号「大宰府政庁前」下車すぐ
- 西鉄 ■400系統「筑陽学園前」下車、北へ徒歩5分
- 西鉄 無番（太宰府ライナーバス「旅人」）「大宰府政庁前」下車すぐ